# Shingo Shibata
Shingo Shibata (født 13. juli 1985) er en tidligere japansk fodboldspiller.
Han har spillet for flere forskellige klubber i sin karriere, herunder Consadole Sapporo og Thespa Kusatsu.